# Edwin Luisi
Edwin Frederico Luisi (San Paolo, 11 febbraio 1947) è un attore brasiliano.
Ha iniziato a lavorare in teatro per poi passare a film e telenovelas.

## Biografia
Le sue prime esperienze teatrali risalgono al periodo in cui studiava storia dell'arte all'università. Dopo aver vissuto qualche anno in Francia, Luisi è rientrato nel suo Paese, fermamente deciso a intraprendere una carriera di attore a tutti gli effetti, lavorando quindi in teatro, in televisione e al cinema, inizialmente in piccole parti. La consacrazione è arrivata nel 1976, quando ha interpretato il ruolo principale maschile nella telenovela La schiava Isaura, ancora oggi il prodotto televisivo più venduto al mondo.

## Filmografia

### Cinema
- O Mulherengo, regia di Fauzi Mansur (1976)
- Sonhos de Menina Moça, regia di Tereza Trautman (1988)
- O Judeu, regia di Jom Tob Azulay (1996)
- Adágio ao Sol, regia di Xavier de Oliveira (1996)
- Mauá - O Imperador e o Rei, regia di Sergio Rezende (1999)
- Aleijadinho - Paixão, Glória e Suplício, regia di Geraldo Santos Pereira (2000)
- As Alegres Comadres, regia di Leila Hipólito (2003)
- Ódio, regia di Carlo Mossy e Luiz Rangel (2017)

### Televisione
- Camomila e Bem-Me-Quer – serie TV (1972)
- Vila do Arco – serie TV (1975)
- Canção para Isabel – serie TV, episodi 1x1 (1976)
- La schiava Isaura (Escrava Isaura) – serie TV, episodi 1x1-1x100 (1976-1977)
- Dona Xepa – serie TV, 1 episodio (1977)
- Magia (O Astro) – serie TV, 1 episodio (1977)
- Pecado Rasgado – serie TV, 1 episodio (1978)
- As Três Marias – serie TV, 2 episodi (1980-1981)
- Terre sconfinate (Terras do Sem-Fim) – serie TV, 1 episodio (1981)
- Sétimo Sentido – serie TV (1982)
- Mamma Vittoria (Pão Pão, Beijo Beijo) - serie TV, 165 episodi (1983)
- Marquesa de Santos – miniserie TV (1984)
- Tudo em Cima – miniserie TV (1985)
- Dona Beija – serie TV, 6 episodi (1986)
- Tudo ou Nada – serie TV, 161 episodi (1986-1987)
- Abolição – serie TV, 4 episodi (1988)
- Pacto de Sangue – serie TV, 1 episodio (1989)
- O Cometa – miniserie TV, 4 episodi (1989)
- Araponga – serie TV (1990)
- Salomé – serie TV, 1 episodio (1991)
- O Portador – serie TV, 8 episodi (1991)
- O Fantasma da Ópera – serie TV, 37 episodi (1991)
- Mulheres de Areia – serie TV, episodi 1x1 (1993)
- Tocaia Grande – serie TV (1995)
- Colégio Brasil – serie TV, 117 episodi (1996)
- Canoa do Bagre – serie TV (1997)
- Por Amor – serie TV (1997)
- Direito de Vencer – miniserie TV, 49 episodi (1997)
- Você Decide – serie TV, 4 episodi (1992-1998)
- Do Fundo do Coração – miniserie TV, 20 episodi (1998)
- Suave Veneno – serie TV (1999)
- A Muralha – serie TV, episodi 1x3-1x51 (2000)
- Uga-Uga – serie TV (2000)
- O Quinto dos Infernos – miniserie TV (2002)
- A Grande Família – serie TV, episodi 2x6 (2002)
- Mad Maria – miniserie TV, 34 episodi (2005)
- Sinhá Moça – serie TV, 31 episodi (2006)
- Paraíso Tropical – serie TV, 44 episodi (2007)
- Casos e Acasos – serie TV, episodi 1x3-1x27 (2008)
- Chico e Amigos, regia di Chico Anysio – film TV (2009)
- Rebelde – serial TV, episodi 1x1-1x2-1x3 (2011)
- Sangue Bom – serie TV, episodi 1x1-1x2-1x160 (2013)
- TOCs de Dalila – serie TV, episodi 2x6 (2017)
- A Vila – serie TV, episodi 2x14 (2018)
- Na Corda Bamba – serie TV, 187 episodi (2019-2020)
- Amélio, O Homem de Verdade – serie TV (2020)